# Ficinia trichodes
Ficinia trichodes är en halvgräsart som först beskrevs av Heinrich Adolph Schrader, och fick sitt nu gällande namn av George Bentham och Joseph Dalton Hooker. Ficinia trichodes ingår i släktet Ficinia och familjen halvgräs. Inga underarter finns listade i Catalogue of Life.